# Kita-dake
Der Kita-dake (japanisch 北岳) ist ein Berg im Akaishi-Gebirge im Westen der Präfektur Yamanashi innerhalb des Minami-Alpen-Nationalparks. Die höchste Erhebung des Berges ist mit 3193 m nach dem Fuji (3776 m) der zweithöchste Gipfel Japans und der höchste unter den nicht-Vulkanen. Der dritthöchste Berg ist mit einer nur 3 Meter niedrigeren Höhe von 3190 m der Hotaka-dake.
Der Kita-dake wird in dem bekannten Buch 100 berühmte japanische Berge (日本百名山 Nihon-Hyakumeizan) aufgelistet.

## Geschichte
Im Jahr 1871 bestieg Naoe Natori den Kita-dake von Hirokawara. Am 23. August 1902 bestieg der britische Missionar Walter Weston den Gipfel, und erneut 1904. Im Jahr 1905 stiegen Kuro Date und andere von Shirane Oike auf die Kammlinie. Karasumizu Kojima, der erste Vorsitzende des Japanischen Alpenvereins JAC, stieg im Juli 1908 auf den Gipfel und bestätigte das Vorhandenseins eines Steinschreins mit dem eingravierten Jahr Kansei 7 (1795). 1962 wurde die Norogawa Forststraße (später Teil der Minami-Alpen-Super-Forststraße) eröffnet, um den Zugang zum Hirokawara am Fuße des Berges zu verbessern. Am 1. Juni 1964 wurde der Minami-Alpen-Nationalpark eingerichtet, welcher das Gebiet um den Kita-dake und große Teile des Akaishi-Gebirges einschließt. Kaiser Naruhito, ein Hobbykletterer, bestieg den Kita-dake am 11. August 1987.

## Charakteristika
Der Kita-dake besteht aus Sedimentgesteinen des Paläozän. Am Osthang des Gebirgskörpers befindet sich eine berühmte Felswand namens Kitadake Buttress. Buttress ist ein Anglizismus aus der Architektur und bedeutet übersetzt Strebewerk. Mit einer Höhe von etwa 600 Metern ist Kitadake Buttress die höchste Felswand Japans. Sie wurde seit der Shōwa-Zeit für Kletterwettbewerbe verwendet. Der Kita-dake ist das Quellgebiet des Noro-Flusses, einem Nebenfluss des Haya.

## Flora und Fauna
Aufgrund der starken Regenfälle im Sommer sind die Akaishi-Berge, einschließlich des Kita-dake, bis zur oberen Wald- und Baumgrenze mit Nadelwäldern aus Bäumen wie Nordjapanischen Hemlocktannen (Kometsuga) und Veitchs Tannen (Shirabiso) bedeckt. Am Ende der Waldgrenze wachsen Ermans Birken und Japanische Lärchen und darüber Zwerg-Kiefern und Preiselbeeren. Zahlreiche alpine Pflanzen wachsen insbesondere auf dem südöstlichen Hang des Kita-dake. Die Blumenart Callianthemum hondoense (キタダケソウ, kitadakesō), die 1934 entdeckt wurde, ist endemisch. Darüber hinaus wachsen weitere endemische alpine Pflanzenarten wie Kitadaketorikabuto (Kita-dake-Eisenhut), Kitadakekinpouge, Kitadakenazuna (Kita-dake-Hirtentäschel) und Kitadakeyomogi. Insgesamt finden sich zehn Arten mit dem japanischen Namen Kitadake. Viele dieser und weiterer Arten sind auf der Roten Liste gefährdeter Arten der Präfektur Yamanashi oder des japanischen Umweltministeriums aufgeführt. So werden beispielsweise Kitadakesou und stärker noch Takanemantema als gefährdet eingestuft.

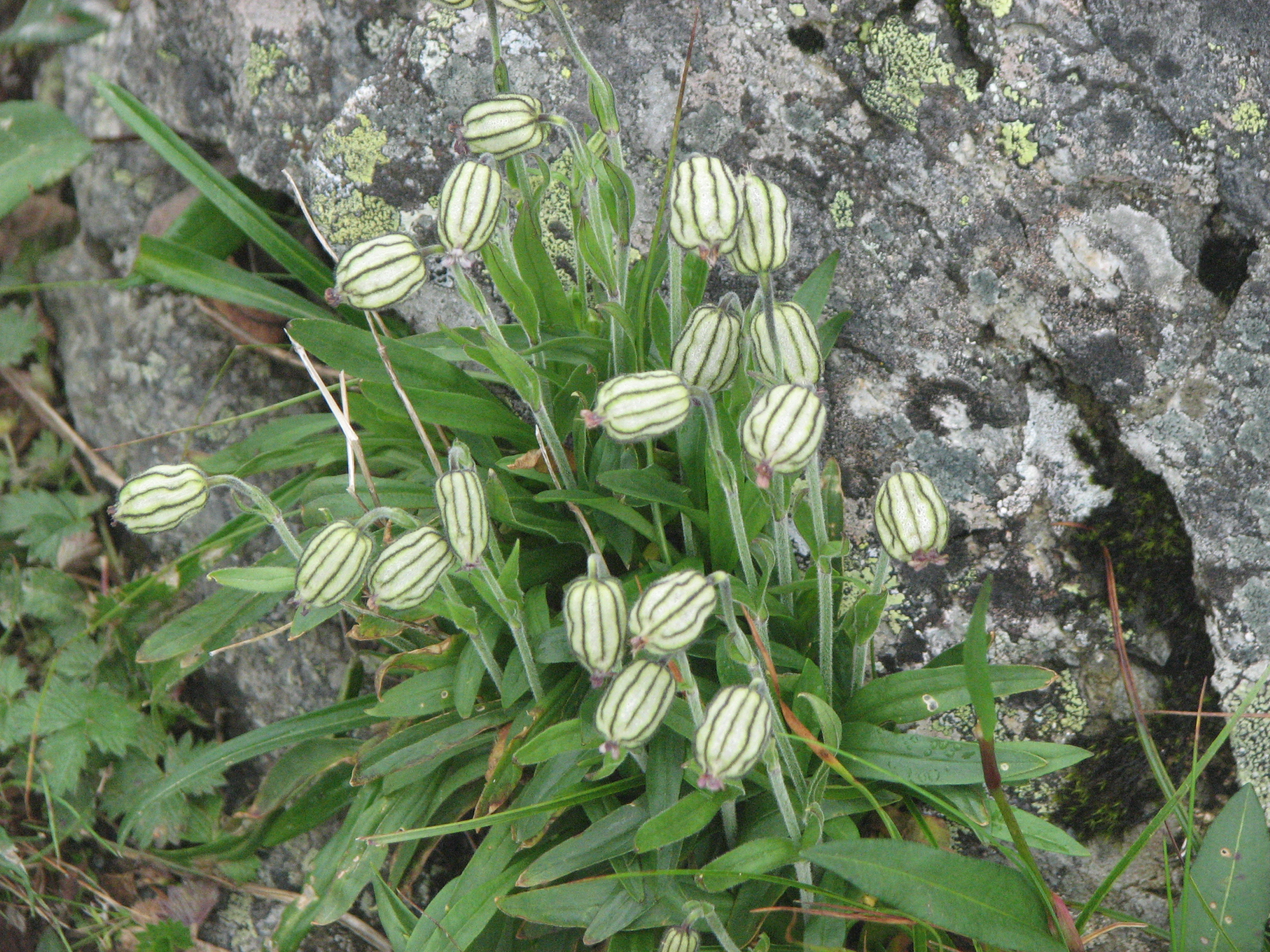
Takanemantema
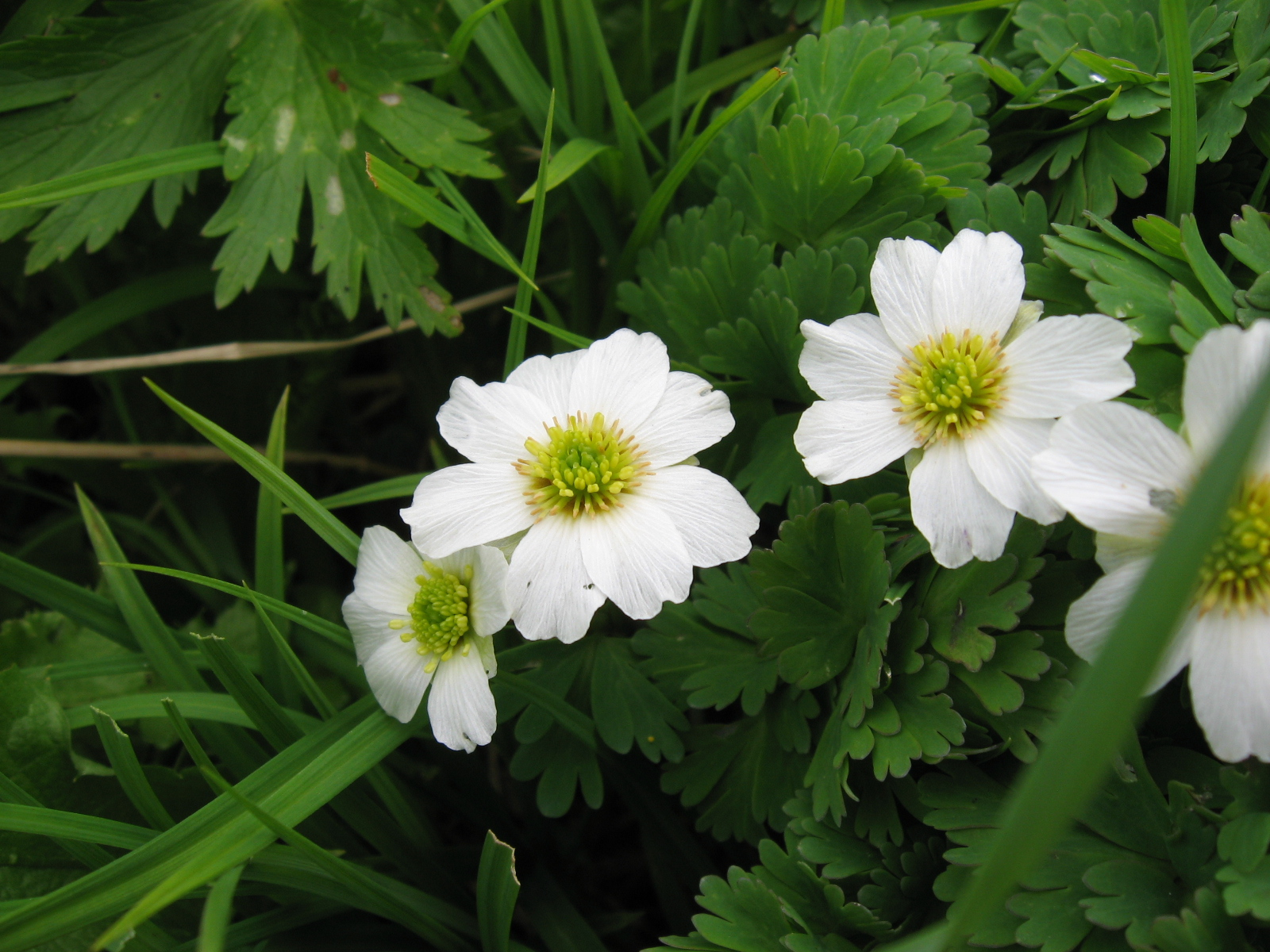
Kitadakesou
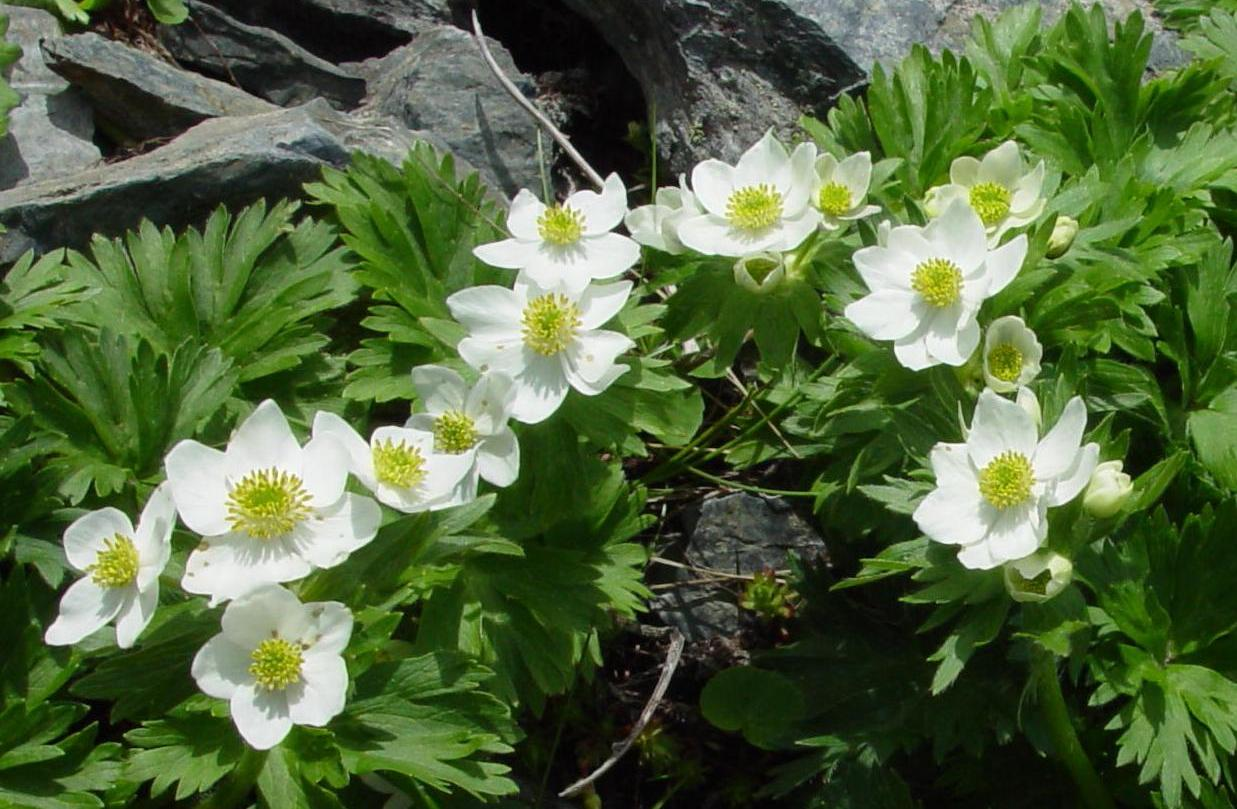
Narzissen-Windröschen
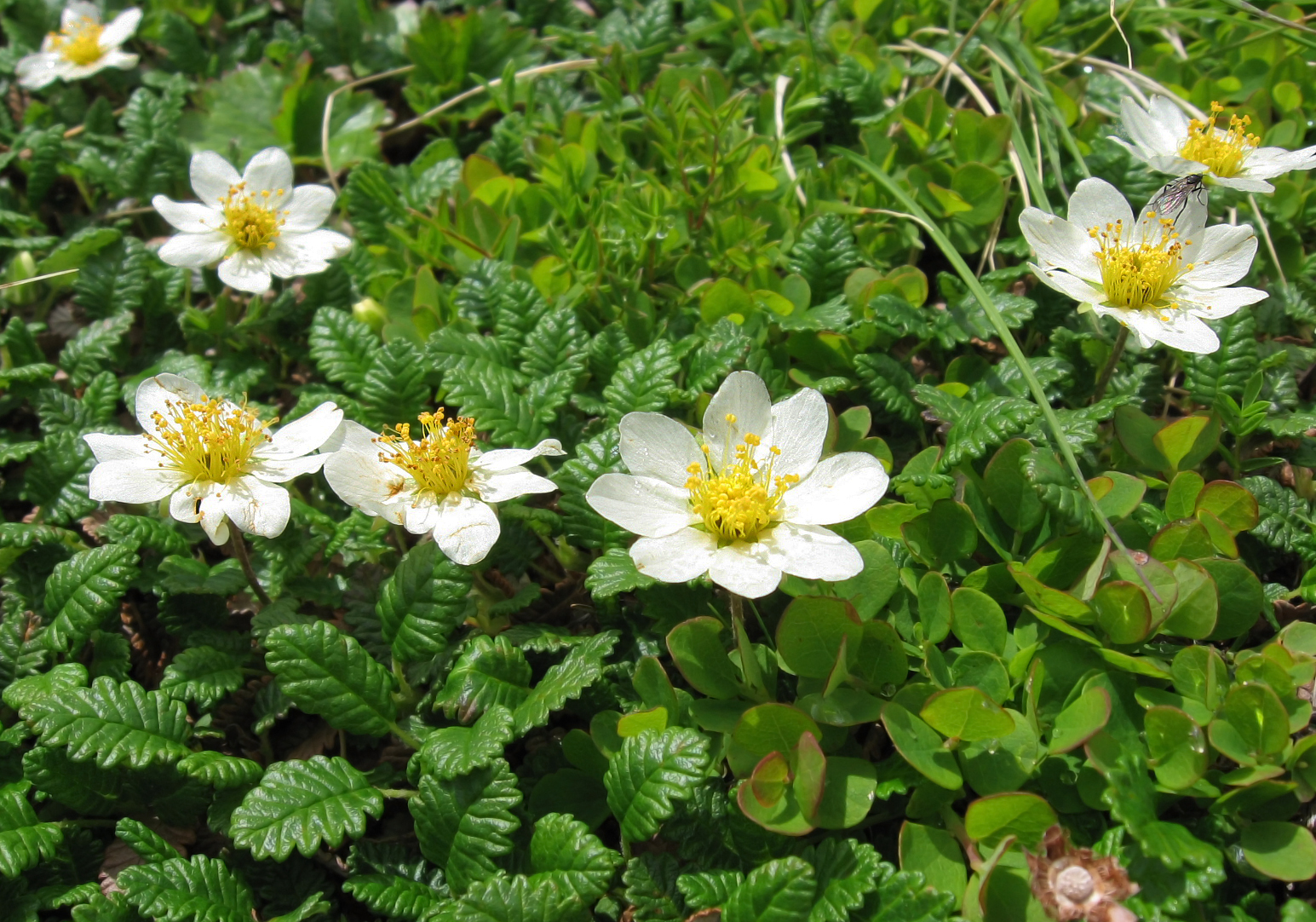
Weiße Silberwurz
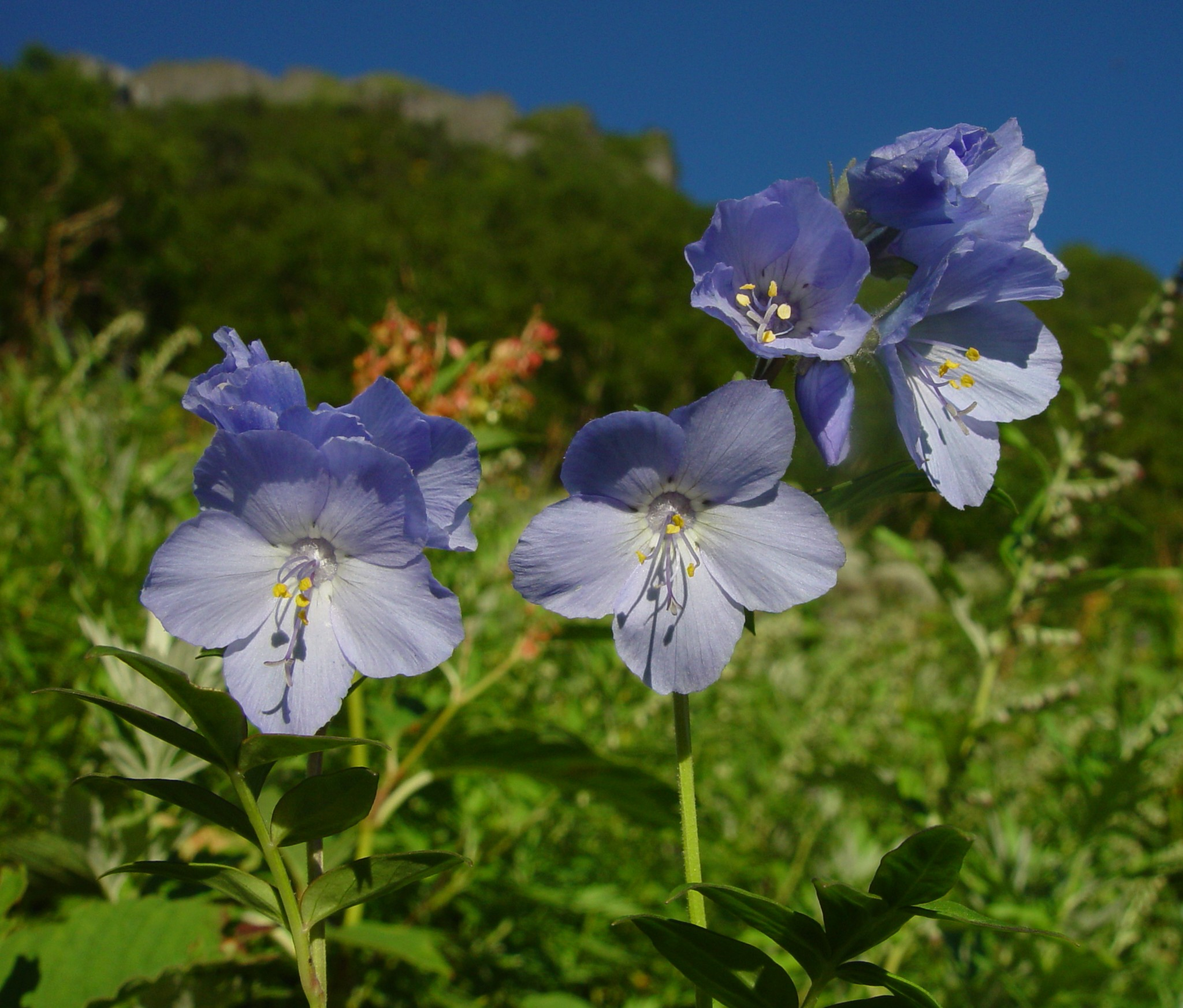
Miyamahanashisonobu

Gefährdete Arten mit dem japanischen Namen Kitadake: 
- Gefährdete Arten IA (CR)
  - Umweltministerium: Kitadake Ichigo Tsunagi, Kitadake Kinpouge, Kitadake Denda, Kitadake Torikabuto
  - Yamanashi Präfektur: Kitadake Ichigo Tsunagi, Kitadake Kinpouge, Kitadake Denda, Kitadake Toranoo, Kitadake Torikabuto, Kitadake Yomogi
- Gefährdete Arten IB (EN)
  - Umweltministerium: Kitadake Kanitsuri, Kitadakenazuna, Kitadakeyomogi
  - Yamanashi Präfektur: Kitadake Kanitsuri, Kitadakesou, Kitadakenazuna
- Gefährdete Arten II
  - Umweltministerium: Kitadakesou, Kitadaketranoo
- Halbgefährdete Arten (NT)
  - Umweltministerium: Kitadakeodorikosou

Der Hochkieferngürtel auf dem Kamm wird von Alpenschneehühnern, Tannenhähern und Alpenbraunellen bewohnt, welche in der Präfektur Yamanashi als gefährdet eingestuft werden. Der Bereich von etwa 1000 bis 2600 m Hanghöhe ist Lebensraum für den Japanischen Serau (Nihon-kamoshika, 日本羚羊), eine in Japan endemische ziegenartige Säugetierart. Zudem leben Hondookojo, eine Hermelin-Art, in den Felslücken. Zusätzlich zu den Serau sind auch Japanmakaken in die alpine Zone vorgedrungen und haben Fraßschäden verursacht. Die Makaken essen die alpinen Pflanzen, während sie die heißen Sommermonate in der Nähe der Kammlinie verbringen, bevor sie mit sinkenden Temperaturen Ende August von der Kammlinie absteigen. Auch Sikahirsche verursachen erhöhte Fraßschäden auf den Bergwiesen.

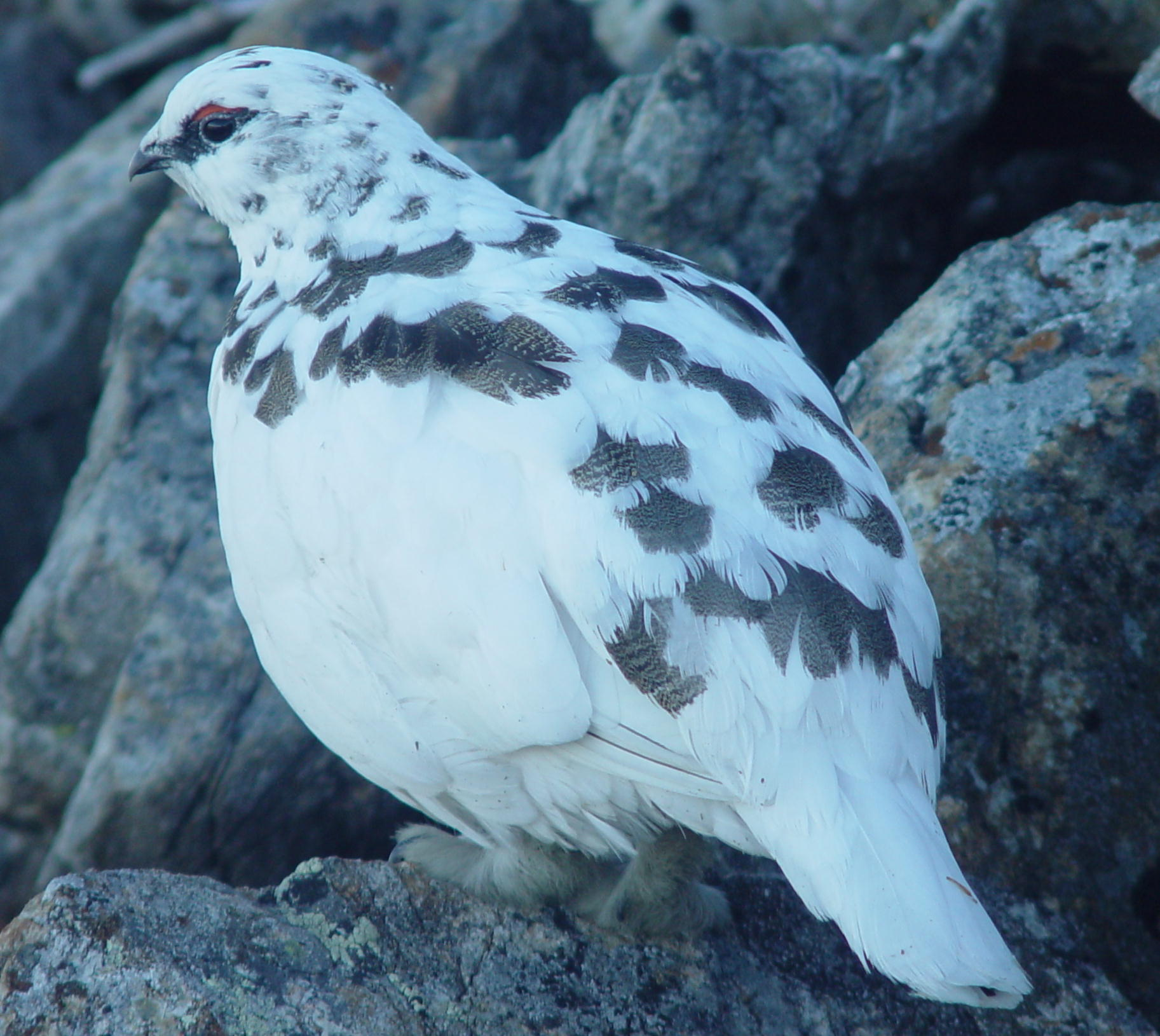
Alpenschneehuhn
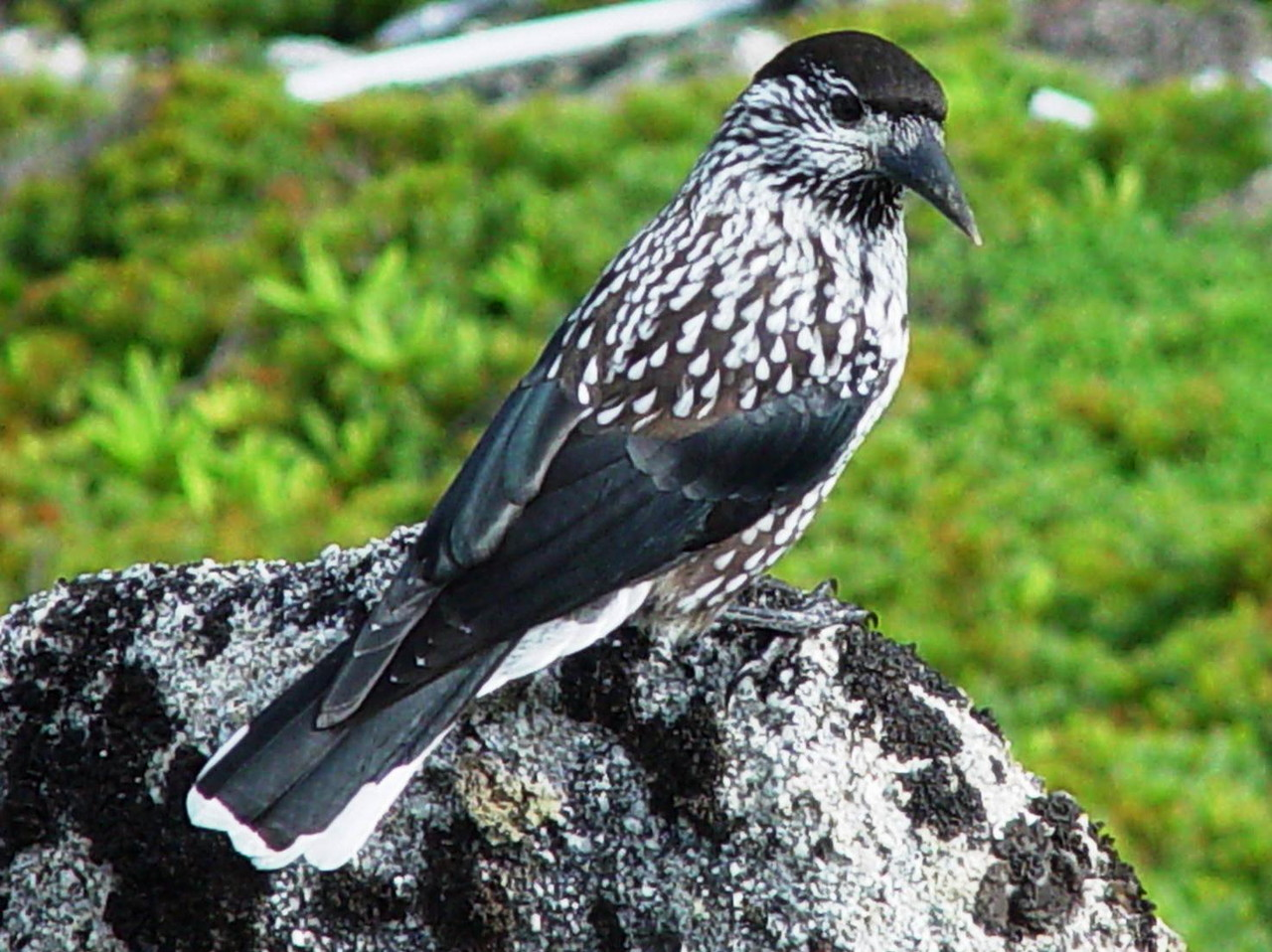
Tannenhäher
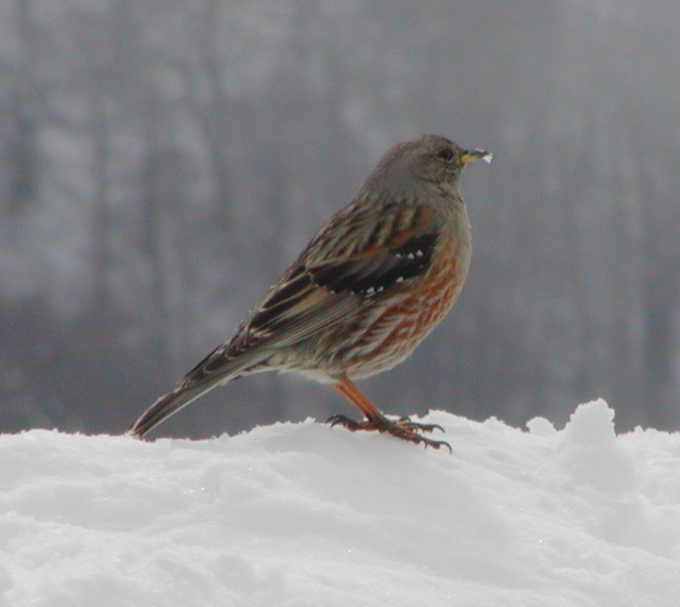
Alpenbraunelle
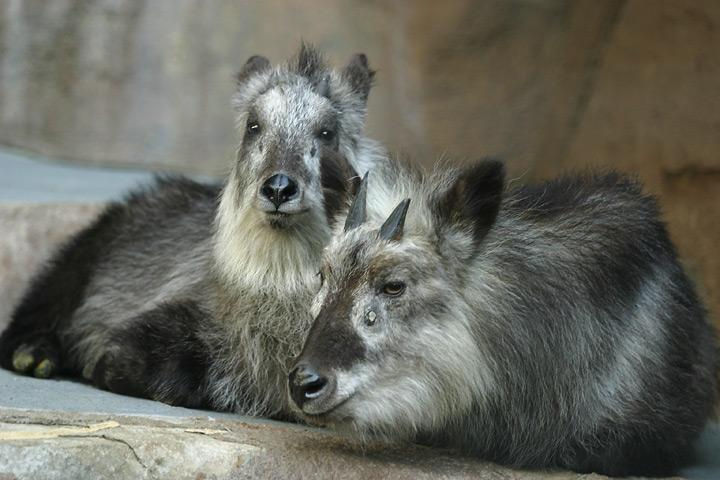
Japanischer Serau
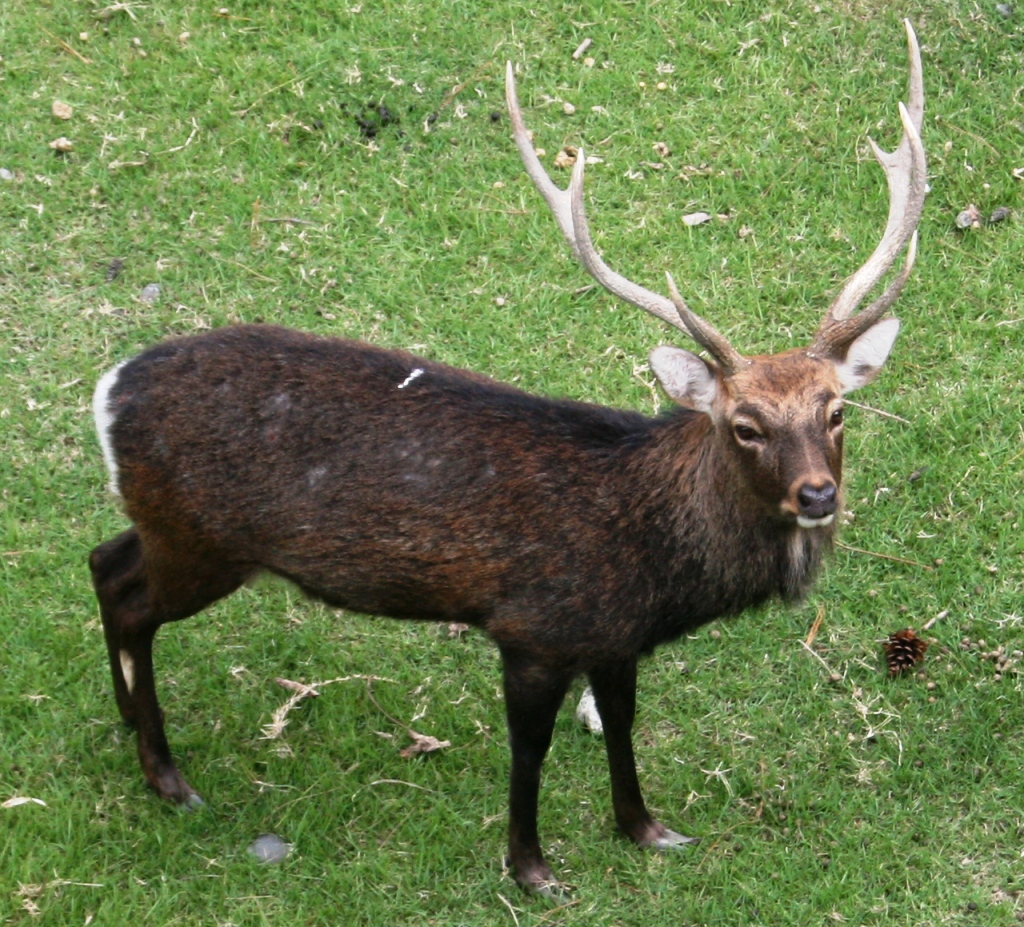
Sikahirsch

## Bergsteigen
Es gibt zwei Berghütten mit einer Kapazität von jeweils 150 Personen direkt unterhalb des Gipfels, die Kitadakekata-Berghütte (北岳肩の小屋, Kitadakekata no koya) und die Kitadake-Berghütte (北岳山荘, Kitdakesansou). Die Kitadakekata-Berghütte befindet sich auf einer Höhe von 3000 Metern auf der Kammlinie nördlich des Gipfels und überblickt Ogabazawa im Osten und den Noro-Fluss im Westen.
| Bild | Name                                  | Lage                                             | Höhe (m) | Richtung und Entfernung von Kitadake (km) | Kapazität | Camping        | Referenz      |
| ---- | ------------------------------------- | ------------------------------------------------ | -------- | ----------------------------------------- | --------- | -------------- | ------------- |
|      | Kitadakekata-Berghütte (北岳肩ノ小屋) | unterhalb des Gipfels des Nordhangs              | 3010     | 0,5 Norden                                | 150       | 50 Zeltplätze  | [ 18 ]        |
|      | Kitadake-Berghütte (北岳山荘)         | Kitadake, Nakashiraneyama-Sattel                 | 2900     | 1,2 Südsüdwesten                          | 150       | 80 Zeltplätze  | [ 19 ]        |
|      | Shiraneoike-Berghütte (白根御池小屋)  | Shiraneoike (白根御池)                           | 2238     | 1,8 Nordosten                             | 120       | 40 Zeltplätze  | [ 20 ] [ 21 ] |
|      | Noutori-Berghütte (農鳥小屋)          | Ainodake, Nishinoutoridake-Sattel                | 2800     | 4,9 Süden                                 | 120       | 50 Zeltplätze  |               |
|      | Horogawarasansou (広河原山荘)         | Sou-Fluss (早川) / Noro-Fluss stromaufwärts      | 1530     | 3,7 Nordosten                             | 80        | 100 Zeltplätze | [ 22 ] [ 23 ] |
|      | Ryoumata-Berghütte (両俣小屋)         | Norogawa-Samatazawa-Zusammenfluss                | 2020     | 3,2 Westen                                | 30        | 40 Zeltplätze  | [ 24 ] [ 25 ] |
|      | Ikayamaoike-Berghütte (池山御池小屋)  | Ikayama-Tsurionenooike-Grat (池山吊尾根の御池畔) | 2900     | 4,1 Osten                                 | 30        |                | [ 26 ] [ 27 ] |
|      | Hinan-Berghütte (避難小屋)            |                                                  |          |                                           |           |                |               |

## Galerie

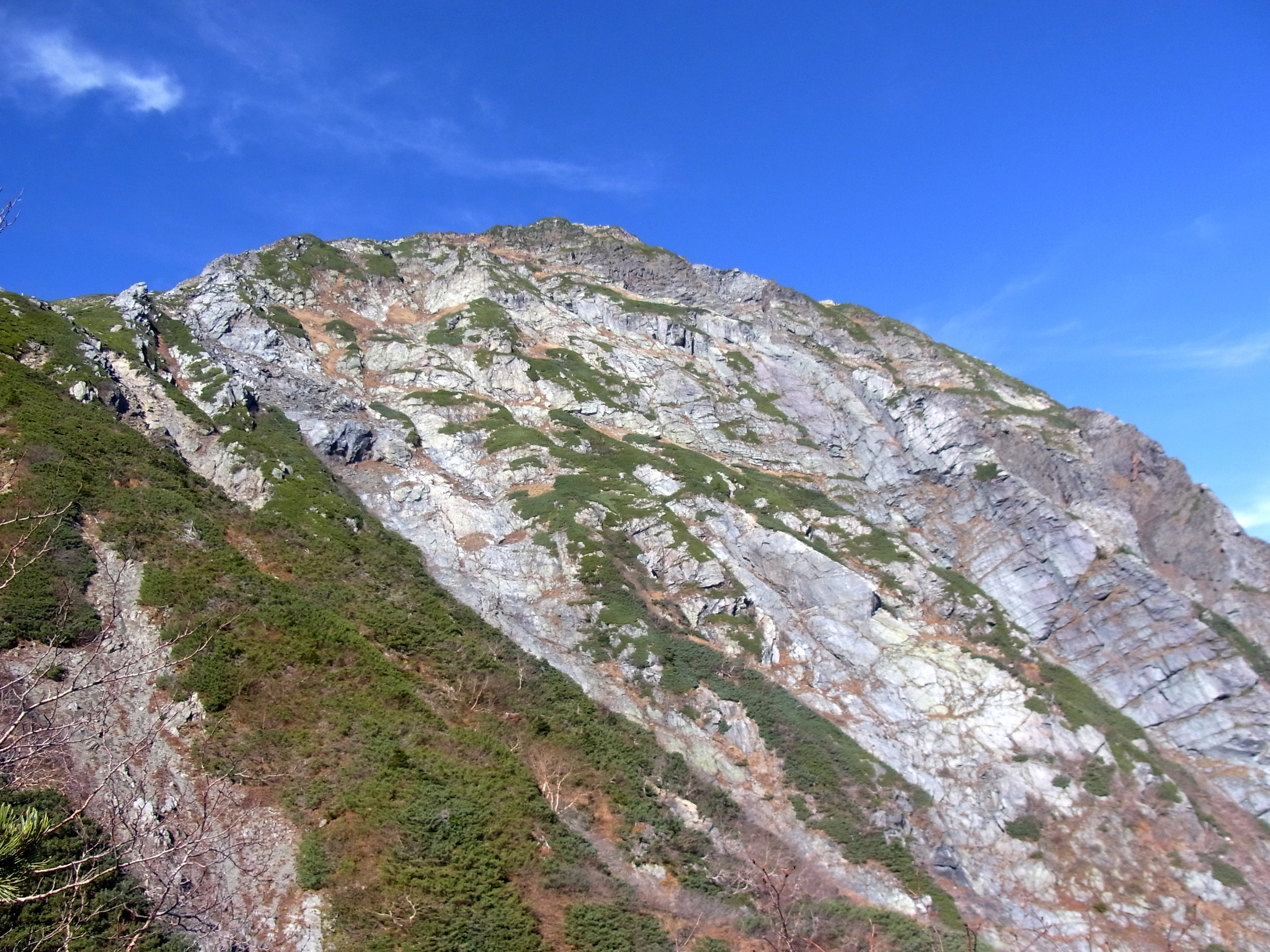
Kitadake Buttress
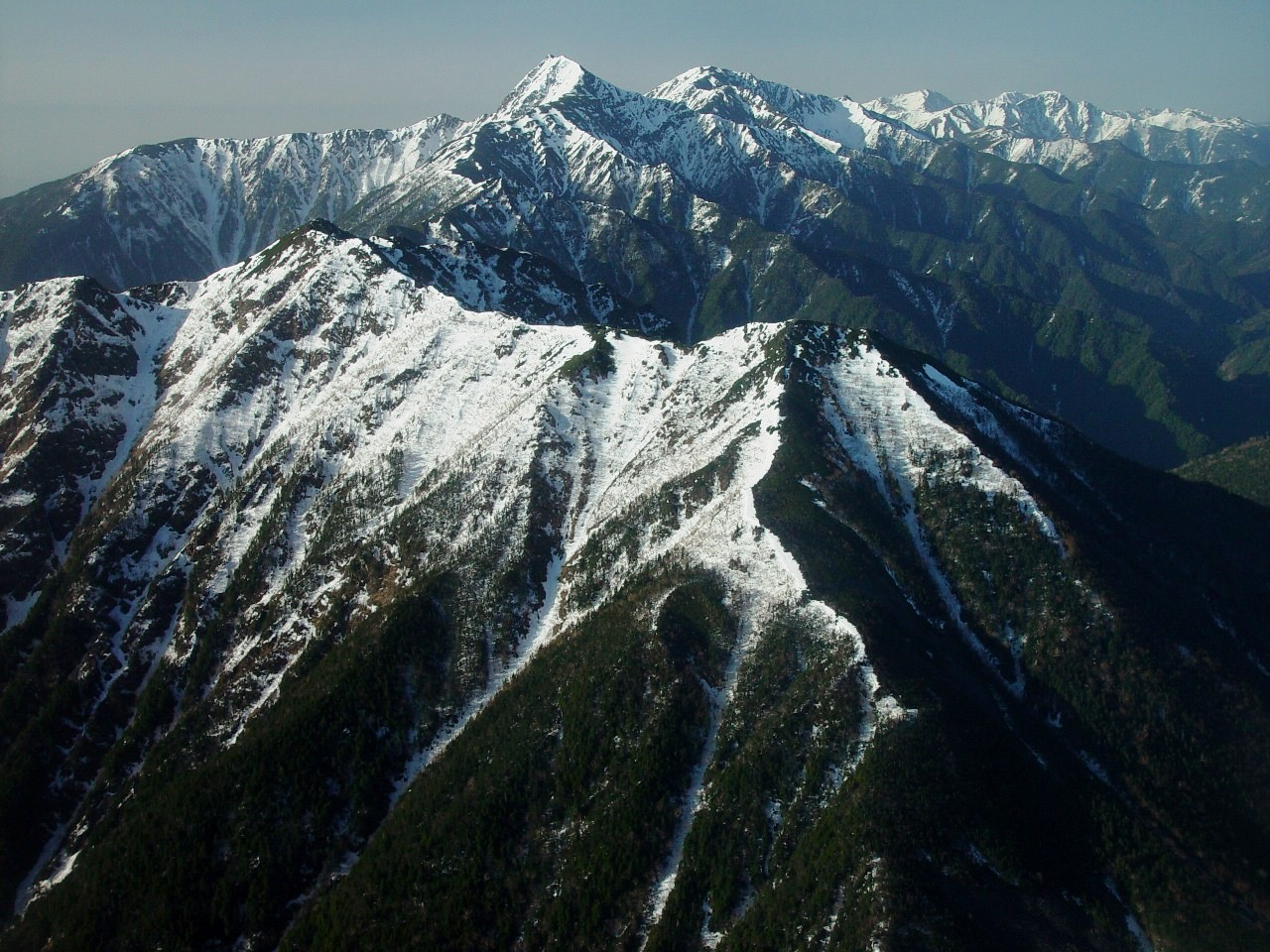
Blick auf Kita-dake von Kaikoam
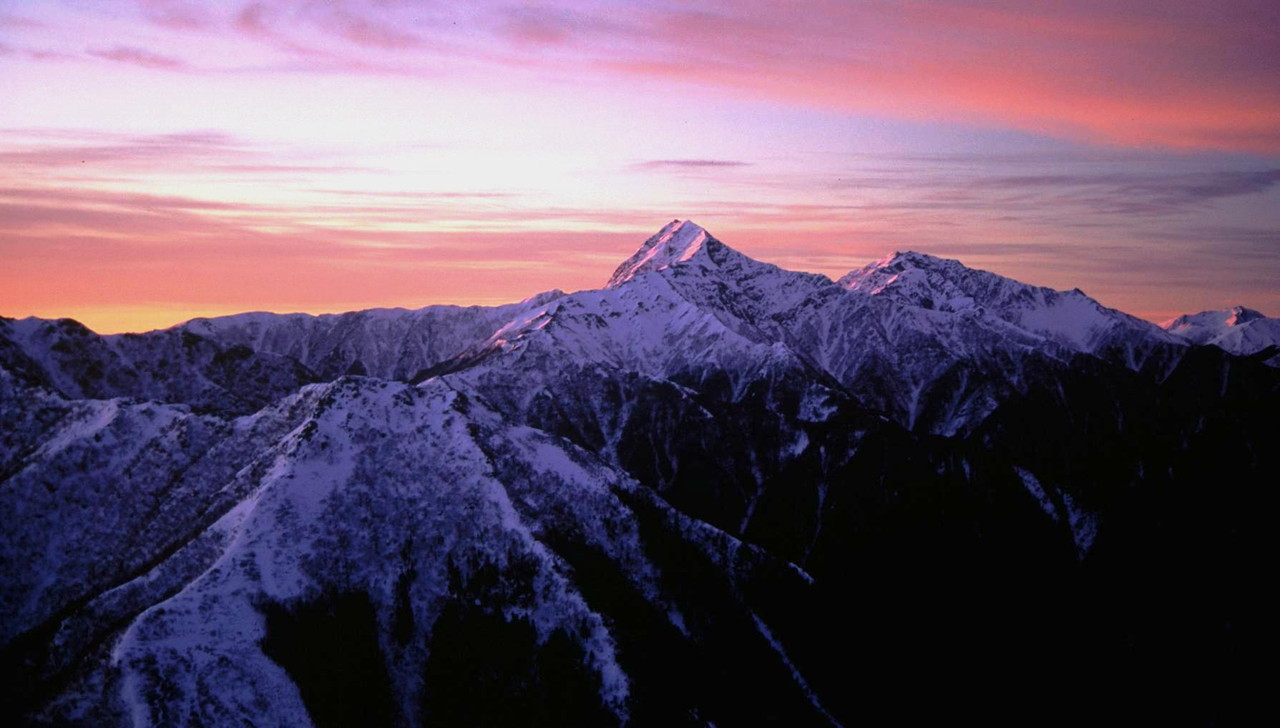
Blick auf Kita-dake von Komatsu
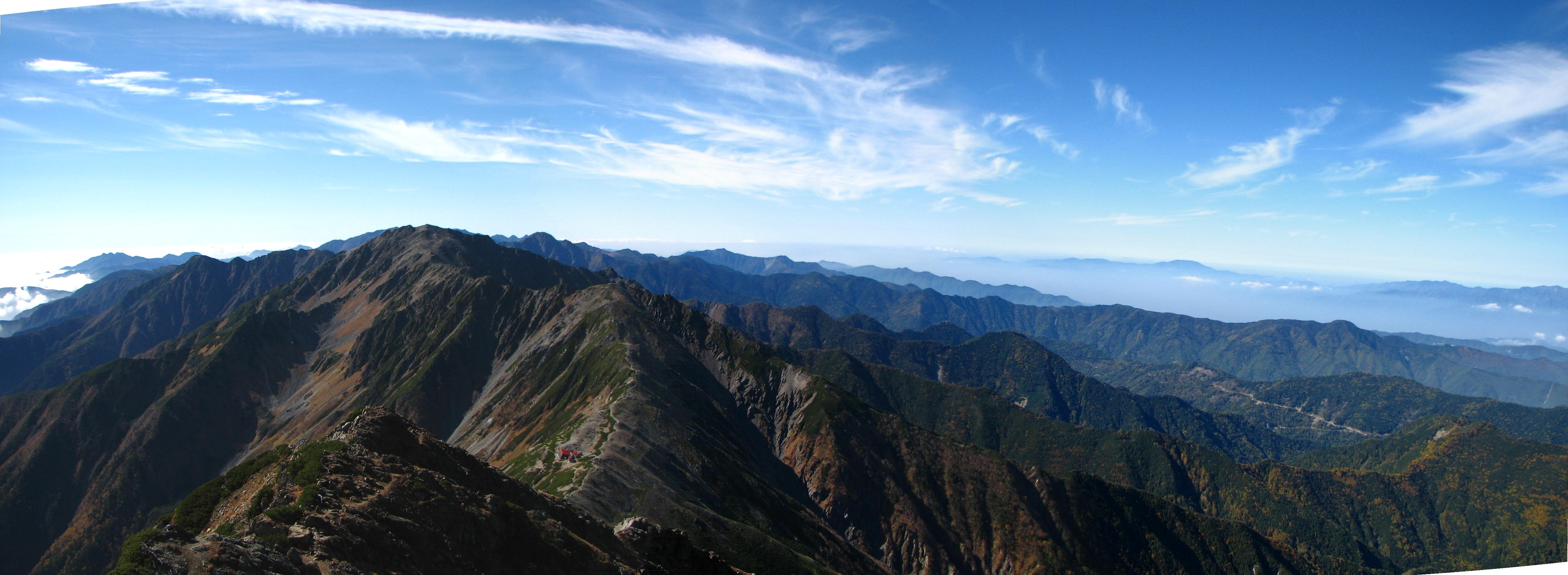
Panoramablick vom Kita-dake